# ۲مس ۰۹۳۹–۲۴۴۸
۲مس ۰۹۳۹-۲۴۴۸ یک ستاره است که در صورت فلکی تلمبه قرار دارد.